# Torta de manteiga
Butter pie - torta de manteiga -  é uma torta salgada tradicional inglesa que consiste principalmente de cebolas e batatas. Às vezes também é servido em um saboroso barm cake. É possível encontrá-las em lanchonetes, pequenos comércios e em alguns supermercados em Lancashire. Pode receber também os nomes de: Catholic pie (torta católica), Friday pie (torta de sexta feira), air pie (torta aérea), a special (uma especial).

## História
Acredita-se que ela tenha sido criada por membros da comunidade católica de Lancashire, para ser consumida nos dias (principalmente nas sextas-feiras) nos quais não se podia comer carne.
A partir de 2006, a torta foi incluída no Campeonato Mundial de Comer Tortas de Wigan, na categoria vegetariana anual.
Elas eram servidas em dias de jogo no estádio Deepdale de Preston North End até 2007, quando os fornecedores, Ashworth Foods Ltd, encerraram as negociações. Com isso, os novos fornecedores passaram a não mais oferecê-las; dois fãs do Preston North End, no entanto, iniciaram uma campanha no Facebook pedindo o retorno delas ao cardápio da jornada. Em 2010, ela retornou ao estádio Deepdale de Preston North End após a grande demanda.
Ela também é mencionada na música " Uncle Albert / Admiral Halsey " de Paul e Linda McCartney, que contém a letra "I had another look and I had a cup of tea and a butter pie" - "Eu dei uma outra olhada, tomei uma xícara de chá e comi uma torta de manteiga".

## Áreas atendidas
É possível encontrar a torta na maioria das localidades dentro dos limites históricos de Lancashire, como Blackburn, Blackpool, Bolton, Burnley, Bury, Chorley, Lancaster, Preston, St Helens e Wigan (cujos residentes são às vezes chamados de comedores de tortas, por conta do estereotípico hábito).